# Jankovice (okres Kroměříž)
Obec Jankovice (dříve též Jeníkovice) se nachází na úpatí Hostýnských vrchů v okrese Kroměříž ve Zlínském kraji. Samotná obec je rozložena kolem říčky Rusavy, do které se vlévá místní potok Zhrta (Dědinka) a také Slavkovka, která tekla do mlýnské strouhy. Žije zde 417 obyvatel ve 136 obytných domech.

## Historie
První písemná zmínka o obci pochází z roku 1365, kdy jsou v olomouckých zemských deskách uvedeny Jeníkovice. Jméno obci dal její zakladatel Jeník z Dobrotic, a to kolem roku 1360. Prvním starostou obce byl v roce 1850 zvolen Josef Dúbrava. 28. 10. 1919 byla zasazena lípa Svobody před školou při příležitosti 1. výročí vzniku samostatné republiky.
Dne 31. října 2004 proběhlo slavnostní otevření železniční zastávky v Jankovicích.

## Obyvatelstvo

### Struktura
Vývoj počtu obyvatel za celou obec i za jeho jednotlivé části uvádí tabulka níže, ve které se zobrazuje i příslušnost jednotlivých částí k obci či následné odtržení.
| Místní části   | Místní části   | 1869 | 1880 | 1890 | 1900 | 1910 | 1921 | 1930 | 1950 | 1961 | 1970 | 1980 | 1991 | 2001 | 2011 |
| -------------- | -------------- | ---- | ---- | ---- | ---- | ---- | ---- | ---- | ---- | ---- | ---- | ---- | ---- | ---- | ---- |
| Počet obyvatel | část Jankovice | 359  | 339  | 379  | 398  | 410  | 397  | 398  | 377  | 411  | 338  | 334  | 320  | 350  | 395  |
| Počet domů     | část Jankovice | 58   | 60   | 61   | 62   | 64   | 66   | 80   | 96   | 106  | 106  | 99   | 121  | 122  | 136  |

## Pamětihodnosti
- Sousoší svaté Anny - Hrabiny z roku 1742
- Zvonice (1854)
- Kamenný kříž u zvonice
- Svatý obrázek V uličce
- Svatý obrázek v Lipinách

## Osobnosti
- Jaroslav Pospíšil (* 1941), autor literatury faktu
- Bohumil Páník (* 1956), fotbalový trenér
- Hana Matelová (* 1990), stolní tenistka
- Gabriela Gunčíková (* 1993), zpěvačka

## Galerie

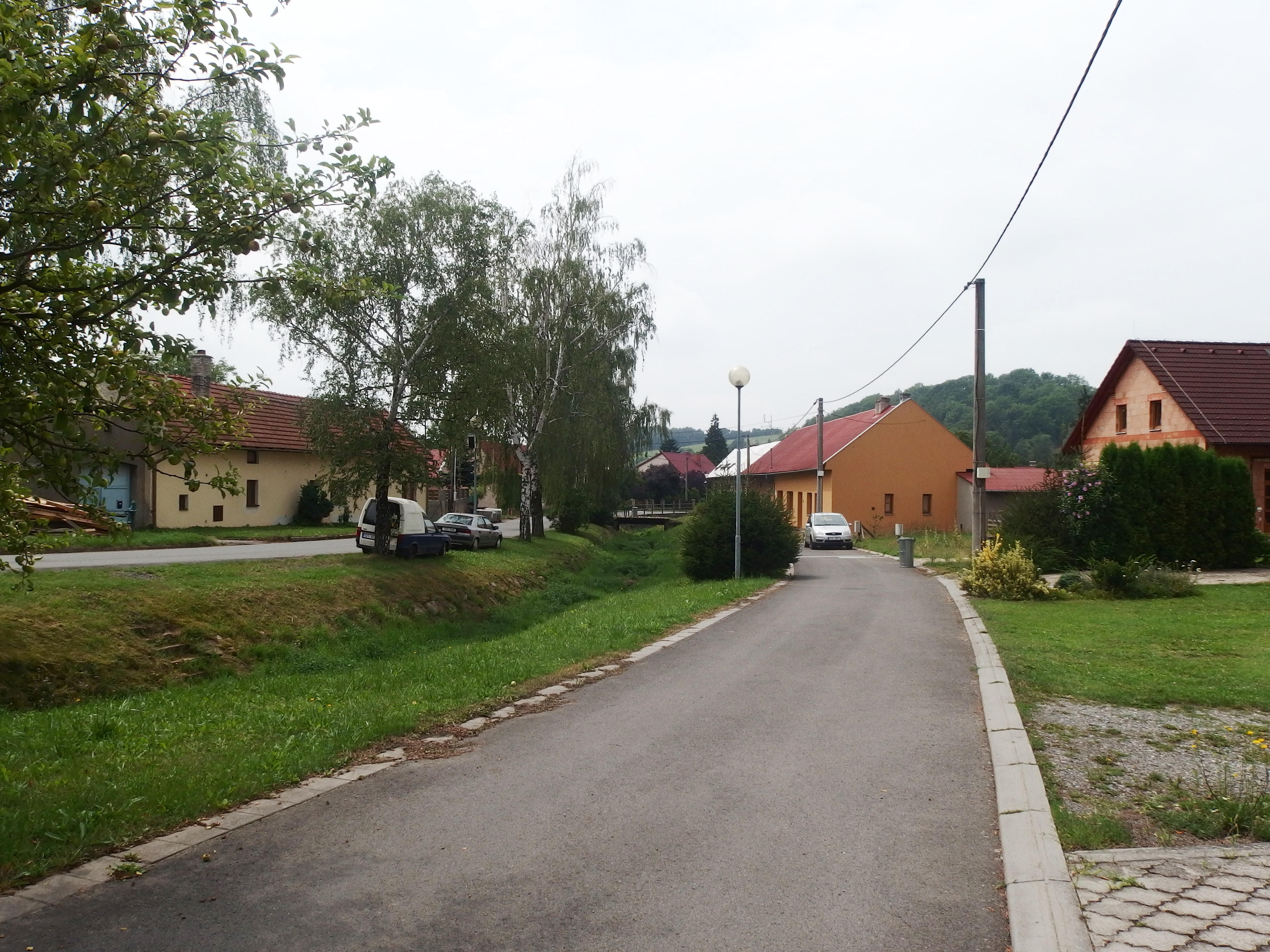
Ulice kolem potoka
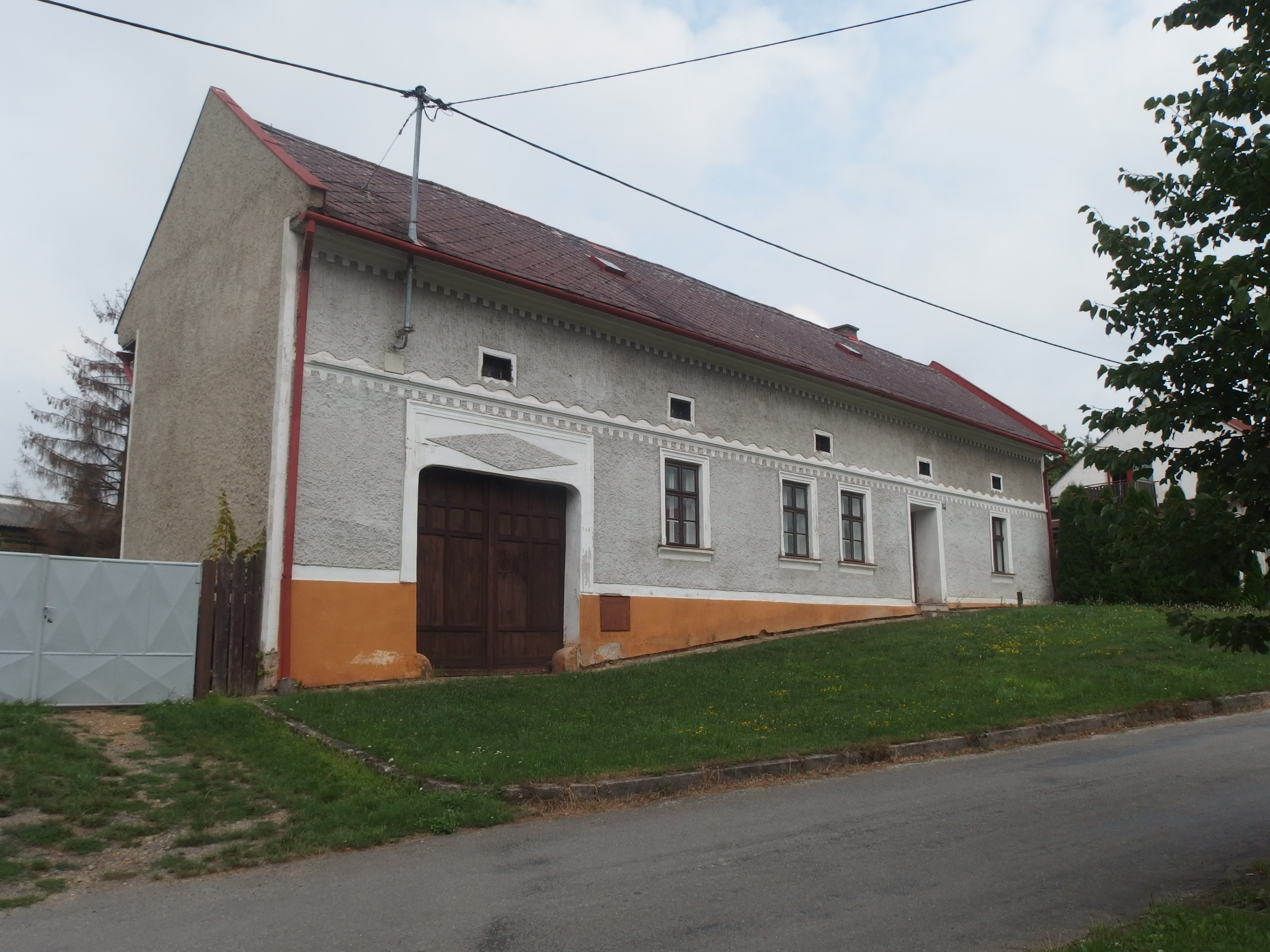
Usedlost č. p. 27
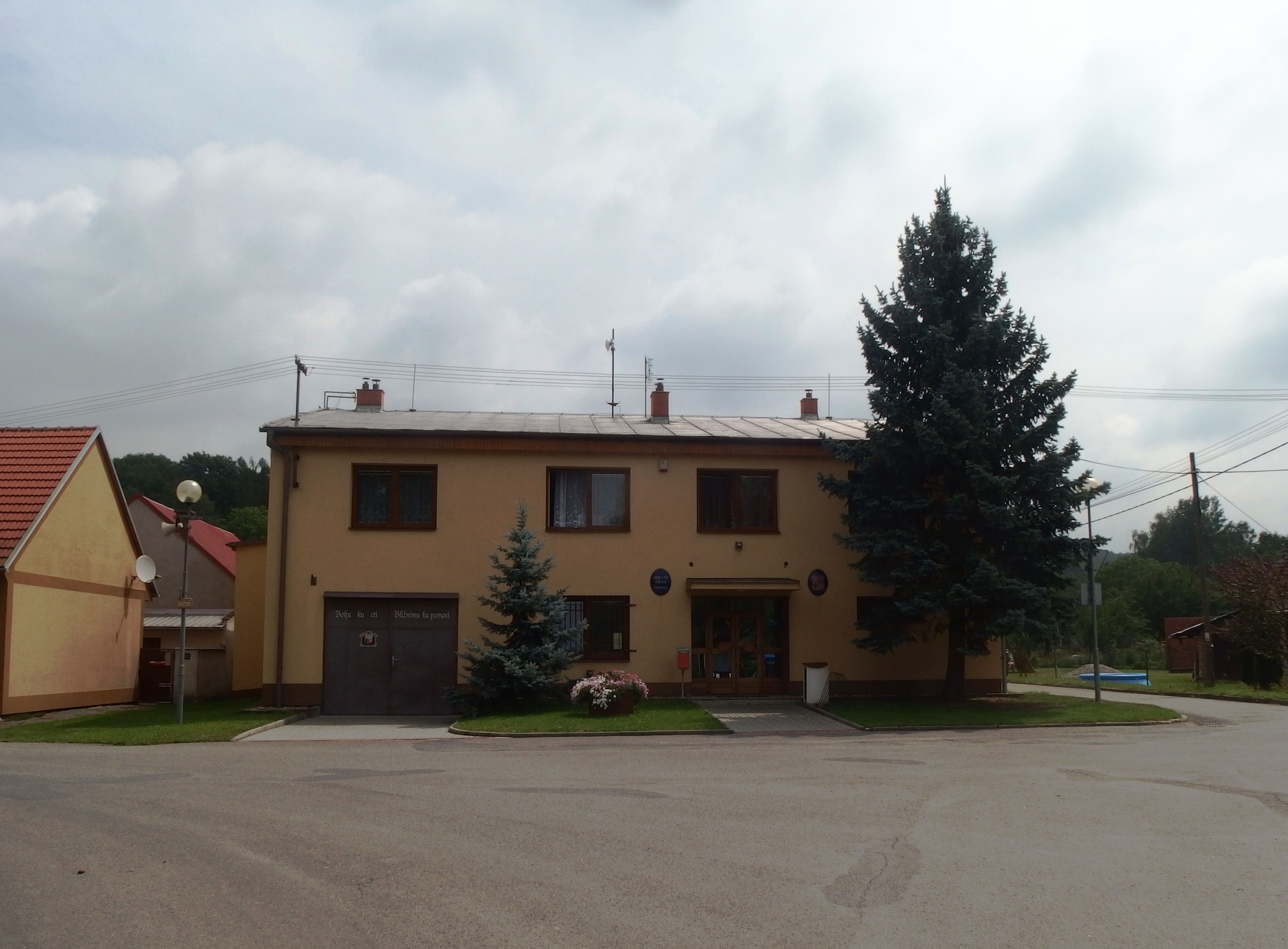
Obecní úřad
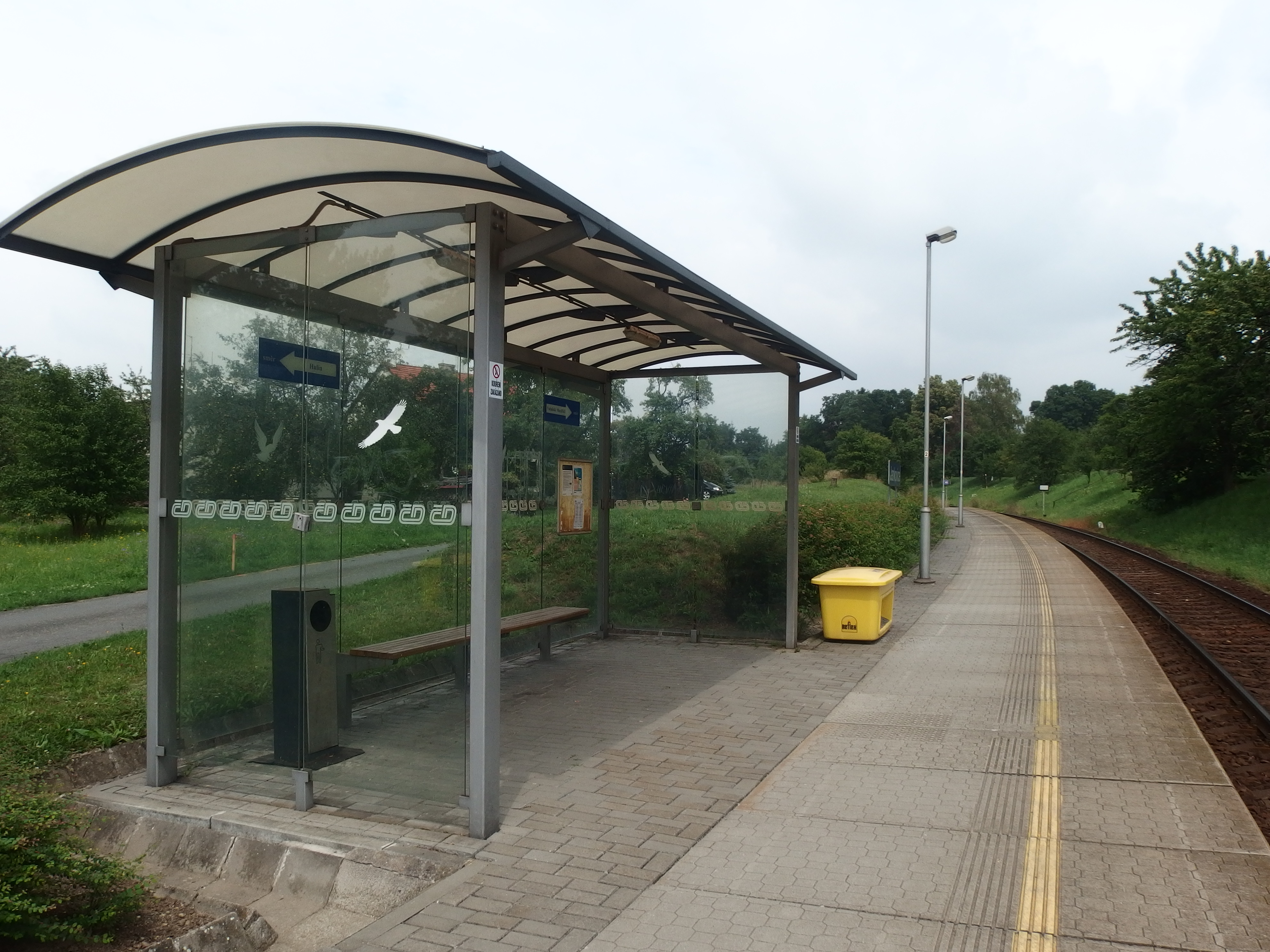
Železniční zastávka